# Hlebce
Hlebce so naselje v Občini Radovljica.
Vas leži severovzhodno od Lesc ob cesti Lesce-Begunje. Najpomembnejša zgradba v vasi je gasilski dom, ki je bil zgrajen leta 1959 (prvi gasilski dom-orodjarna je bil zgrajen leta 1920). Sredi vasi stoji tudi kulturni spomenik lokalnega pomena padlim v NOB.
Geografsko leži vas na Deželi, na SZ Ljubljanske kotline. Do vasi je segal Bohinjski ledenik, katerega ostanki so manjši hribčki (ostanki ledeniške morene) na SZ delu vasi, ki se vlečejo vse do Studenčic. Vas je nastala ob koncu 11. stol. ali na začetku 12. stol. domnevno pod okriljem ortenburških ministerialov. Naselbinsko ime je bilo prvič omenjeno okoli leta 1330, ki se je sprva glasilo Hlebec. Edninsko ime vasi se je v zadnjih dveh stoletjih zaradi pogoste rabe v tožilniku spremenilo v Hlebce in postalo ženskega spola.